# ラコタ語
ラコタ語（ラコタご、ラコタ語: Lakȟótiyapi、英: Lakota language）はスー語族に属する言語である。ラコタ族によって話されている。

## 言語名別称
- Lakhota
- Lakotiyapi
- テトン語
- Teton
- Teton Sioux

## 方言
- Brulé